# Tunnel hélicoïdal

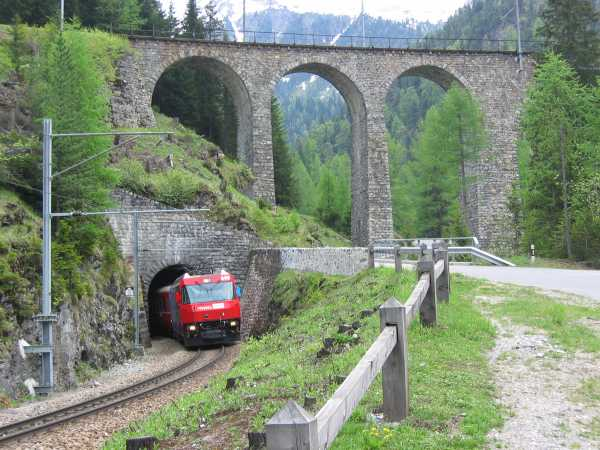
Sur la Ligne de l'Albula

Un tunnel hélicoïdal est un tunnel se servant du principe de l'hélice (ou boucle) pour prendre de l'altitude sans remonter la vallée. La sortie du tunnel se trouve donc en principe quasiment au-dessus de son entrée.
Ici ne sont répertoriés que les tunnels en hélices (Kehrtunnel), les tunnels tournants (Wendetunnel) ne le sont pas.

## Fonction
Le tunnel hélicoïdal est utilisé pour « faire monter sur place la voie ferrée de plusieurs dizaines de mètres ». Ce principe est utilisé, notamment, dans les reliefs montagneux, en France, Italie et Suisse, il permet de « racheter des dénivelés importants dans un espace réduit ».

## Liste partielle de tunnels ferroviaires hélicoïdaux

### France
- le tunnel de Saillens, entre Mérens-les-Vals et L'Hospitalet-près-l'Andorre, sur la ligne de Portet-Saint-Simon à Puigcerda (frontière) (longueur 1 752 m, dénivelé 66 m).
- les trois tunnels hélicoïdaux de la ligne de Coni à Vintimille : Berghe (longueur 1 884 m, dénivelé 90 m), Rioro no 2 (longueur 1 257 m, dénivelé 30 m), Rivoira à Vernante (longueur 1 502 m, dénivelé ?).
- le tunnel de Sayerce, à Urdos en France, sur la ligne de Pau à Canfranc (frontière) (longueur 1 793 m, dénivelé 60 m), déclassé.
- le tunnel de La Boucle, à Moûtiers en France, sur la ligne de la Tarentaise (longueur 1 400 m).
- un tunnel au Fugeret sur la ligne de Nice à Digne
- Tunnel du Grand Brion sur la ligne des Alpes immédiatement après la gare de Vif.

### Italie
- le tunnel de Varzo, entre Iselle et Varzo, sur la ligne du Simplon (longueur 2 966 m).
- le tunnel de Vernante, entre Vernante et Limone, sur la Ligne de Coni à Vintimille (longueur 1 502 m).
- le tunnel de Castelluccio, entre Castelluccio Superiore et Castelluccio Inferiore, sur la ligne Lagonegro-Castrovillari-Spezzano Albanese (it) (longueur 485 m), déclassé.
- tunnel, entre Casole-Trenta et Serra Pedace, sur la ligne Cosenza-Camigliatello-San Giovanni in Fiore (it), déclassé.
- le tunnel de Cantagalletto à Maschio, sur la ligne Savona–Ceva (longueur 605 m).
- tunnel à Tassinare sur la ligne Spolète-Norcia (it), déclassé.
- tunnel de la ligne 1 du métro de Naples.
- le tunnel de Fratte, sur la ligne Salerno-Mercato San Severino (it), (longueur 2 395 m).
- tunnel à Bortigiadas sur la ligne Sassari - Tempio - Palau (longueur 336 m).

### Suisse

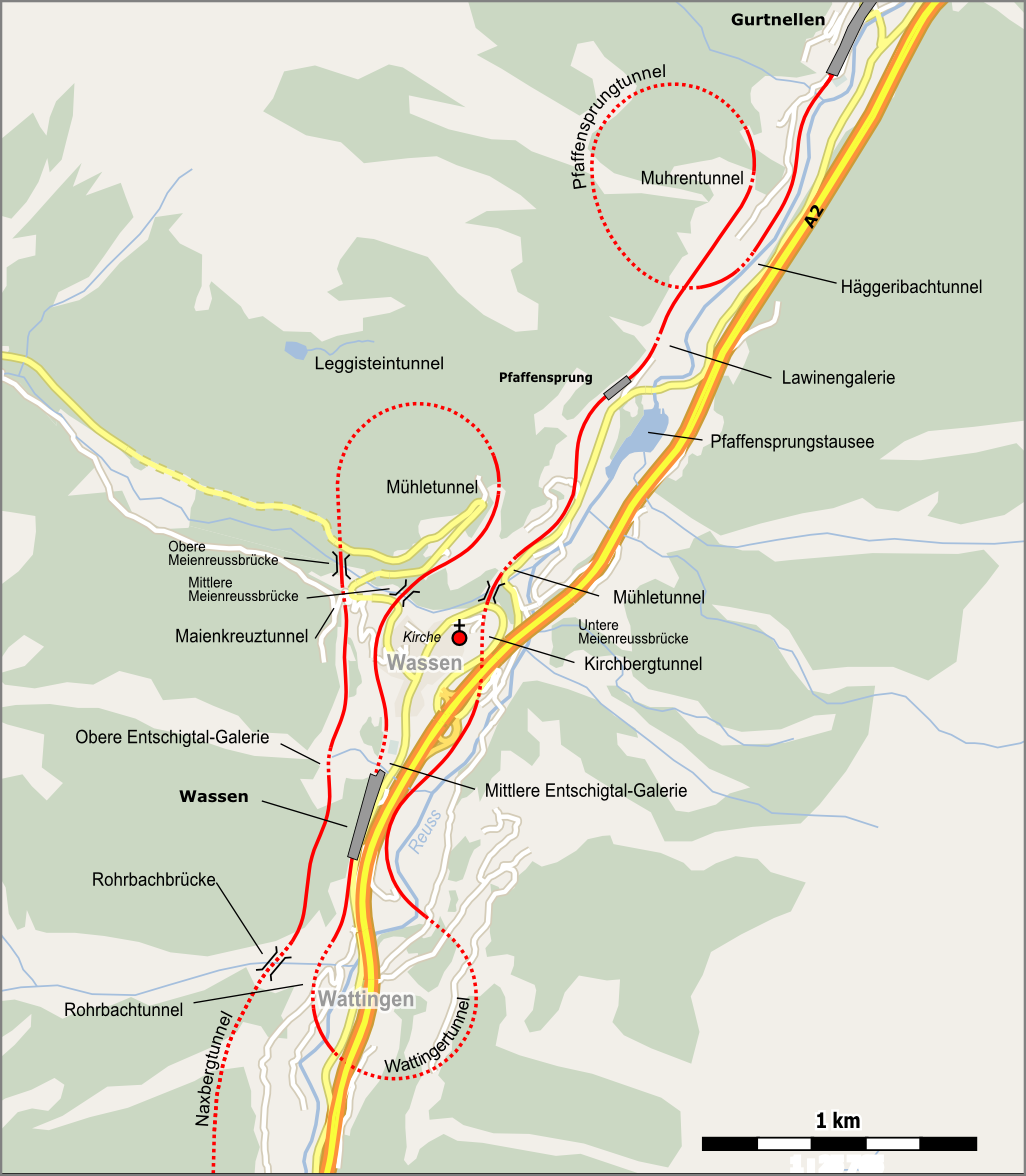
Tunnel hélicoïdal de Pfaffensprung et tunnels tournants sur la ligne du Gothard.

- le tunnel de Grengiols I à Grengiols sur la ligne du Matterhorn-Gotthard Bahn (longueur 502 m)
- les cinq tunnels hélicoïdaux de la ligne du Gothard entre Gurtnellen et Giornico : Pfaffensprung (longueur 1 476 m), Freggio (longueur 1 568 m), Prato (longueur 1 560 m), Pianotondo (longueur 1 508 m) et Travi (longueur 1 547 m)
- les quatre tunnels hélicoïdaux de la ligne de l'Albula entre Filisur et Preda (de) : Greifenstein (longueur 698 m), (longueur 262 m), Rugnux (de) (longueur 662 m), Toua (de) (longueur 677 m) et Zuondra (de) (longueur 535 m).
- le tunnel de Bunderbach sur la ligne du Lötschberg (longueur 1 655 m)

### Autres pays
- Afrique du Sud : le tunnel du Van Reenen’s Pass, sur la Natal Main Line (de) (longueur 435+1 183 m[pas clair]).
- Allemagne : le tunnel du Großer Stockhalde, sur la ligne du Wutachtalbahn (longueur 1 700 m).
- Australie : le tunnel Cougal Spiral (railway) (en), sur la North Coast railway line, New South Wales (en), (longueur 200 m).
- Chine : le tunnel Guanyinshan, sur la ligne du Baoji–Chengdu railway (en)
- Espagne : le tunnel de Cargol, sur la ligne de Ripoll à Puigcerdà, (longueur 1 057 m, dénivelé 49 m).
- Nouvelle-Zélande : le tunnel Spirale de Raurimu (en), sur la North Island Main Trunk (en), (longueur 383 m).